# Canton de Sainte-Croix
Le canton de Sainte-Croix est une ancienne circonscription administrative du district de Cherbourg dans le département de la Manche.